# Епархия Вевака
Епархия Вевака (лат. Dioecesis Ueuakensis) — епархия Римско-католической церкви c центром в городе Вевак, Папуа — Новая Гвинея. Епархия Вевака входит в митрополию Маданга. Кафедральным собором епархии Вевака является собор Христа Царя.

## История
25 июля 1913 года Святой Престол учредил апостольскую префектуру Западной Земли императора Вильгельма, выделив её из апостольской префектуры Земли императора Вильгельма (сегодня — Архиепархия Маданга).
14 ноября 1922 года апостольская префектура Западной земли императора Вильгельма была переименована в апостольскую префектуру Центральной Новой Гвинеи.
22 августа 1931 года Римский папа Пий XI выпустил бреве Quae rei sacrae, которым преобразовал апостольскую префектуру Центральной Новой Гвинеи в апостольский викариат.
15 мая 1952 года апостольский викариат Центральной Новой Гвинеи передал часть своей территории для возведения нового апостольского викариата Аитапе (сегодня — Епархия Аитапе). В этот же день апостольский викариат Центральной Новой Гвинеи был переименован в апостольский викариат Вевака.
8 июня 1959 года апостольский викариат Вевака передал часть своей территории в пользу возведения нового апостольского викариата Маунт-Хагена (сегодня — Архиепархия Маунт-Хагена).
15 ноября 1966 года Римский папа Павел VI издал буллу Laeta incrementa, которой преобразовал апостольский викариат Вевака в епархию.

## Ординарии епархии
- епископ Camisio Teodoro Gellings (19.08.1913 — 1918)
- епископ Adalberto Ottone Rielander (1918—1922)
- епископ Teodosio Heikenrath (1922—1923)
- епископ Giuseppe Lörks (19.06.1928 — 15.03.1945)
- епископ Leo Clement Andrew Arkfeld (8.07.1948 — 19.12.1975), назначен архиепископом Маданга
- епископ Raymond Philip Kalisz (24.04.1980 — 14.08.2002)
- епископ Anthony Joseph Burgess (14.08.2002 — 20.09.2013)
- епископ Józef Roszynski, S.V.D. (с 6 февраля 2015 года)